# 格瓦拉主義

切·格瓦拉

格瓦拉主義（西班牙語：Guevarismo），又稱游擊中心主義和游擊中心論。1960年代，格瓦拉主義產生於拉丁美洲，然後傳播到世界各地。它是古巴革命領導人之一切·格瓦拉，在總結古巴和拉美各國的革命經驗的基础上而提出的一种马克思主义革命思想。后来，曾在玻利维亚与格瓦拉同行的法国知识分子雷吉斯·德布雷在格瓦拉主义的基础上，提出“焦点主义”。

## 主張
1. 武裝鬥爭的領導者和參加者就是遊擊隊本身。
2. 不承認黨的領導的必要性。
3. 認為“政黨就是軍隊”。
4. 認為“遊擊隊是先鋒隊的先鋒隊”。
5. 單獨一國革命很難取勝或不可能取勝。
6. 革命的形式無例外應該是武裝鬥爭。
7. 革命應該在拉美整個大陸同時進行。

## 參见
- 古巴革命
- 尼阿卡瓦苏游击队
- 卡斯特罗主義
- 焦点主义
- 游击战 (书)
- 古巴革命战争回忆录
- 直到最后的胜利
- 格瓦拉主义革命军